# 빅픽처인터렉티브
빅픽처인터렉티브(BIGPICTURE)는 대한민국의 e스포츠 전문 기업이다.

## 개요
2015년 4월 8일, '게임코치'로 시작하여 게임 온라인 강의 플랫폼, 게임 컬쳐 리더 채널을 개국했다.

## 교육
게임코치 아카데미(GAME COACH Academy, 약칭 GCA)는 빅픽처인터렉티브에서 운영하는 e스포츠 교육 사업의 일환이다.

## 프로게임단
- 엘리먼트 미스틱 (2017~2020)
- 게임코치 (2021~)
- GCA F4Q (2022~)

## 주최 대회
- 월드 사이버 게임즈 (2022~)

## 주관 대회

### 현재
- 펍지 레벨업 쇼다운 (2020~)
  - 2021 레벨업 쇼다운: 펍지 시즌 1
  - 2021 레벨업 쇼다운: 펍지 시즌 2
  - 2021 레벨업 쇼다운: 펍지 시즌 3
  - 2022 펍지 레벨업 쇼다운 시즌 1
  - 2022 펍지 레벨업 쇼다운 시즌 2
- 카트라이더 리그 (2022~)
  - 2022 신한은행 헤이영 카트라이더 리그 시즌 1
- 카트라이더 러쉬플러스 리그 (2022~)
  - 2022 신한은행 헤이영 카트라이더 러쉬플러스 리그 시즌 1

## 경기장
- 레벨업 스튜디오

## 콘텐츠

### LVUP.GG
레벨업(LVUP)는 e스포츠 아마추어 대회 플랫폼이다. 플랫폼을 통해 e스포츠 대회 참여, 온라인 코칭, 커뮤니티를 이용할 수 있다.

### 게임 컬쳐 리더
게임 컬쳐 리더(GAME CULTURE LEADER)은 게임 및 e스포츠 콘텐츠 유튜브 채널이다.